# Богви
Богви (груз. ბოგვი) — село в Грузии, на территории Тетрицкаройского муниципалитета края (мхаре) Квемо-Картли.

## География
Село находится в юго-восточной части Грузии, на левом берегу реки Алгети, на расстоянии приблизительно 11 километров (по прямой) к северо-востоку от города Тетри-Цкаро, административного центра муниципалитета. Абсолютная высота — 671 метр над уровнем моря.

## Население
По результатам официальной переписи населения 2014 года в Богви проживало 170 человек (78 мужчин и 92 женщины). В национальной структуре населения грузины составляли 100 %.
| Год  | Население, человек |
| ---- | ------------------ |
| 2002 | 251                |
| 2014 | ↘ 170              |